# Rittergut Stödten
Das Rittergut Stödten im heutigen Landkreis Sömmerda in Thüringen, lag südöstlich von Schwerstedt an der Nordwest-Ecke des heutigen Hochwasserrückhaltebeckens der Unstrut, am Bach Öde und südlich des Hippelsberges (191 m). Das Gut wurde zur Zeit der DDR restlos beseitigt.

## Geschichte
Im Jahre 1840 gehörten zum Rittergut neben dessen eigentlichen Gebäuden auch fünf weitere Wohnhäuser und 7 Ställe. Im Ort lebten 25 Einwohner von der Landwirtschaft. Die Dorfflur wurde damals mit 333 Morgen Fläche bestimmt, davon 240 Morgen Ackerland und 88 Morgen Wiesen und Weide – bis zur damals mäanderförmig verlaufenden Unstrut reichend. Der Ertrag der Felder wurde als sehr gut eingeschätzt. 1903 waren die angrenzenden Bauernhöfe und Nebengebäude abgetragen, die Karte von damals zeigt nur noch das als Vierseithof angelegte Gut am Rande des Tales.

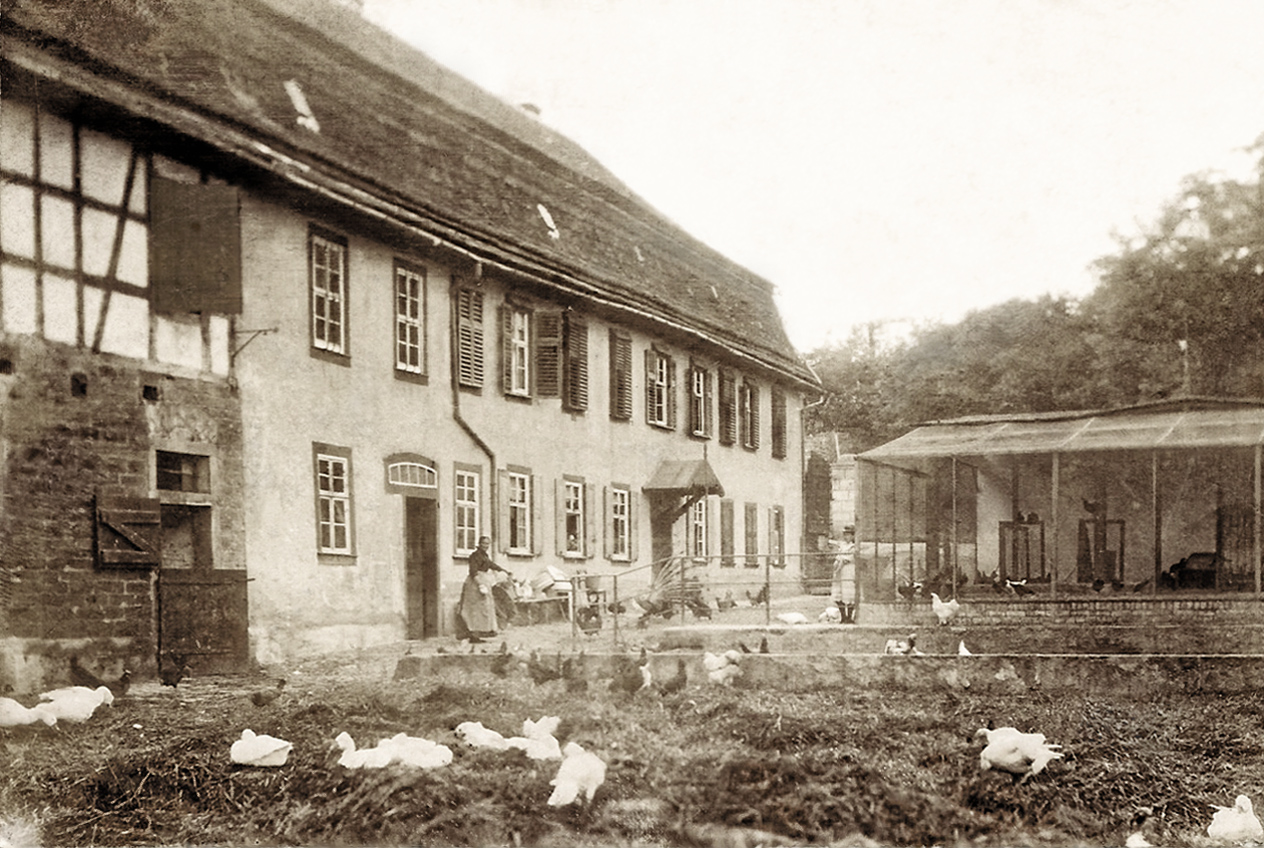
Gut Stödten um 1900

Rittergut und Dorf gehörten bis 1815 zum kursächsischen Amt Weißensee und ab 1815 zum Landkreis Weißensee des Regierungsbezirks Erfurt der preußischen Provinz Sachsen. Bis 1928 existierte es als selbständiger Gutsbezirk und wurde 1928 im Zuge der Auflösung der Gutsbezirke in Preußen mit der Gemeinde Schwerstedt vereinigt.
Ab 1842 war Stödten durch Kauf im Besitz von August Lucius (1816–1900) aus Erfurt: Landwirt, Maler und später Politiker. 1868 kaufte Robert Lucius das Gut. Er wurde ob seiner Verdienste als Politiker 1888 in den erblichen preußischen Adelsstand erhoben, als Freiherr Lucius von Ballhausen. Sein Sohn Hellmuth Freiherr Lucius von Stoedten übernahm das Rittergut. Dieser war Diplomat und als deutscher Gesandter in Schweden maßgeblich an der Erhaltung der wohlwollenden Neutralität dieses Landes im Ersten Weltkrieg beteiligt. Er war außerdem ein großer Kunstmäzen. Mitte der 1930er Jahre wurde der größte Teil der Ländereien des Gutes Stödten parzelliert und verkauft. Das Hofareal selber (mit Gutswohngebäude, Wirtschaftsgebäuden, Häusern von Gutsmitarbeitern, anschließenden Gärten, Obstplantagen und Wiesen) war zuletzt bis 1945 im Besitz von Reinhart von Lucius (1906–1996), einem Neffen von Hellmuth Lucius von Stoedten und Vater von Robert von Lucius. Reinhart war der sechste Namensträger Lucius als Eigentümer von Stödten. Er war Diplomat, bis 1970 Generalkonsul in Kapstadt und ebenfalls sehr kunstinteressiert.
Zum wirtschaftlich erfolgreichen Gut mit zunächst noch 700 Morgen (bis 1935) gehörten eine eigene Molkerei und Butterei sowie eine große Geflügelhaltung. Die Familie von Lucius nahm ab 1944 Flüchtlinge aus den Ostgebieten auf. 1945 erfolgte die entschädigungslose Enteignung des in der SBZ gelegenen Guts, obwohl es nur noch 6,3 Hektar umfasste. Das komplette Hofareal, einschließlich der Wohngebäude von Gutsmitarbeitern, wurde in den 1950er Jahren abgerissen, das Land durch das Rückhaltebecken der Unstrut überflutet. Heute existiert als einziger Rest eine vermauerte Kelleröffnung als Fledermaus-Refugium an einem kleinen Hang. Bei leergelaufenem Rückhaltebecken erkennt man noch Fundamentreste von Gebäuden.
Von der Familie von Lucius wurde „das Rittergut mit besonderem Charme stets sehr geschätzt“ (Reinhart von Lucius).
Bewohner von Straußfurt berichten, dass sie gerne an der Öde entlang zum Rittergut gewandert seien, um die zahlreichen dort beheimateten Störche zu beobachten.